# Diaethria anna
Diaethria anna is een dagvlinder uit de familie Nymphalidae, de vossen, parelmoervlinders en weerschijnvlinders.
De bovenzijde van de vleugels is donkerbruin tot zwart met een groen band op de voorvleugels. Op de onderzijde die wit met een rode rand zijn kan het getal 88 worden gelezen. Hier aan dankt de vlinder zijn Engelse naam, Anna's Eighty-eight.
De vlinder leeft in de tropische regenwouden van Midden-Amerika. Het verspreidingsgebied loopt van Costa Rica tot het noorden van Mexico.
Voedselbron van de vlinders zijn de sappen van rottend fruit en dierlijke uitwerpselen. De vliegtijd is van maart tot en met december.
Waardplanten van de rups zijn tropische planten uit de familie iep en de zeepboomfamilie.